# Липне (Житомирський район)
Ли́пне — село в Україні, у Житомирському районі Житомирської області. Входить до складу Любарської селищної громади. Населення становить 1022 осіб.

## Географія
Селом протікає річка Безіменна. На південній стороні від села пролягає автошлях Н03.

## Історія
2 листопада 1921 р. під час Листопадового рейду через Липне проходила Подільська група (командувач Сергій Чорний) Армії Української Народної Республіки. Тут на ночівлю залишилась кінна сотня Антончика.

## Населення

### Мова
Розподіл населення за рідною мовою за даними перепису 2001 року:
| Мова       | Кількість | Відсоток |
| ---------- | --------- | -------- |
| українська | 1015      | 99.32%   |
| російська  | 7         | 0.68%    |
| Усього     | 1032      | 100%     |

## Відомі люди
- У селі вчителював український художник Петрик Андрій Іванович

## Освіта
В селі функціонує Липненський ліцей.